# Guta (chanoinesse)
Pour les articles homonymes, voir Guta.
Guta est chanoinesse au prieuré de Schwartzenthann. En 1154, elle rédige et calligraphie un manuscrit, le Codex Guta-Sintram.

## Biographie
On connaît peu de chose de la vie de Guta. Elle serait née au XIIe siècle et est chanoinesse du couvent de Schwartzenthann (sur l'actuel ban de Wintzfelden) Le prénom Guta viendrait de l'expression Die Gute, c'est-à-dire « celle qui dispose de hautes qualités chrétiennes ».
Elle rédige et calligraphie un codex dédié à la Sainte Vierge. Il est achevé en 1154. Celui-ci est enluminé par le chanoine Sintram de l'abbaye de Marbach, d'où son nom, Codex Guta-Sintram. Il s'agit d'une compilation de textes religieux vraisemblablement inspirés par le fondateur spirituel de Marbach, Manegold de Lautenbach, choisis par Guta et tous tournés vers la vie quotidienne du couvent. Recueil de textes profonds, de miniatures et d'enluminures d'une originalité aussi rayonnante que leur qualité, il est considéré comme l'un des joyaux de l'enluminure romane alsacienne et il est conservé à la Bibliothèque du Grand Séminaire de Strasbourg.